# Qatar SC Doha
L'Qatar SC Doha (àrab: نادي قطر الرياضي, Nādī Qaṭar-Riyāḍī, ‘Club Esportiu de Qatar’) és un club qatarià de futbol de la ciutat de Doha.

## Història

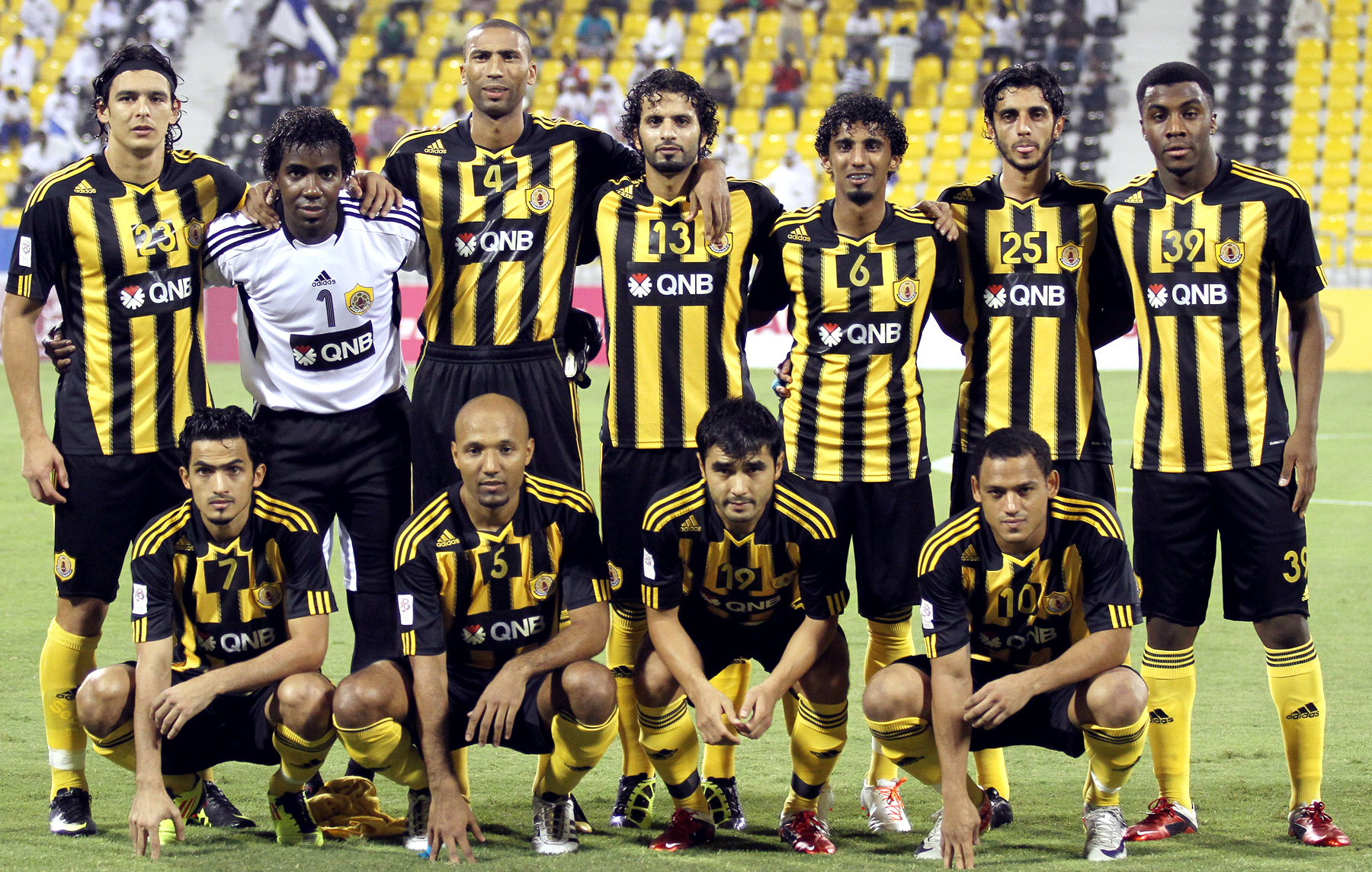
Qatar SC.

El club es fundà l'any 1959 amb el nom d'Al Nasour, més tard anomenat Nadi Qatar. El 1972 es fusionà amb Al Oruba i Al Esteqlal mantenint el nom d'aquest darrer. El 1981 adoptà el nom Qatar SC.

## Palmarès
- Lliga qatariana de futbol:[2]

1967, 1968, 1969, 1970, 1971 Al-Oruba
1973, 1977 Al-Esteqlal
2003 Qatar SC
- Copa de l'Emir de Qatar:[3]

1974, 1976, 2001
- Copa Príncep de la Corona de Qatar:[3]

2002, 2004, 2009
- Copa del Xeic Jassem de Qatar:[3]

1983, 1984, 1987, 1995

## Jugadors destacats
- Fabrice Akwá
- Claudio Caniggia
- Razzaq Farhan
- Marcel Desailly
- Christophe Dugarry
- Francisco Lima
- Ahmed Dokhi
- Jay-Jay Okocha
- Ali Karimi
- Taisir Al-Jassim
- Eric Djemba-Djemba